# Paradryomyza steyskali
Paradryomyza steyskali är en tvåvingeart som beskrevs av Ozerov och Masahiro Sueyoshi 2002. Paradryomyza steyskali ingår i släktet Paradryomyza och familjen buskflugor.
Artens utbredningsområde är Nepal. Inga underarter finns listade i Catalogue of Life.